# Karolinka
Karolinka település Csehországban, Vsetíni járásban. Karolinka Hutisko-Solanec, Nový Hrozenkov, Valašská Bystřice és Velké Karlovice településekkel határos. Lakosainak száma 2409 fő (2024. január 1.).

## Népesség
A település lakosságának változását az alábbi diagram mutatja:
| Lakosok száma |      | 623  | 2039 | 2136 | 2862 | 2894 | 2549 | 2528 | 2426 | 2409 |
|               | 1869 | 1890 | 1921 | 1950 | 1980 | 2001 | 2017 | 2019 | 2022 | 2024 |